# 延胡索酸
延胡索酸（fumaric acid）又名富馬酸、紫堇酸、地衣酸，即反丁烯二酸（IUPAC名為(E)-丁烯二酸），是一種無色、易燃的晶體，由丁烯衍生出的羧酸。它的化學式是C4H4O4。燃燒延胡索酸會釋出帶有刺激性的順丁烯二酐煙燻。它是檸檬酸循環的參與物質之一，具有水果氣味，並在延胡索屬、牛肝菌屬、地衣及冰島海苔中可以發現。
延胡索酸用于製造聚酯樹脂及多元醇，以及作為染料的媒染劑或是調味料。它是一種普遍的食物添加劑及膳食補充劑，且有時在飲料或發酵粉中作為酒石酸的代用物。

## 生物學
與馬來酸相關，細胞會用延胡索酸來從食物中產生能量。人類皮膚在日光下亦會自然產生延胡索酸。

## 藥物
由於有指牛皮癬的病因是皮膚在產生延胡索酸的缺陷，所以延胡索酸酯有時會受作治療這病症。在開始時劑量為每日60-105mg，而其後逐步增加至每日1,290mg。使用延胡索酸的副作用包括腎臟或消化系統疾病，及皮膚及紅等，這是因過度服用所致。在長期使用後，會出現白血球減少的現象。

## 食物
自1946年開始，因延胡索酸的無毒性，被用作一種食物酸化劑。它廣泛的使用在著重純度的飲料及發酵粉，如威路士提子汁。一般亦會用作酒石酸的代用物，或有時會取代檸檬酸。若要保持與檸檬酸一樣的味道，延胡索酸與檸檬酸的比例為0.91g比1.36g。

## 內部連結
- 皮膚病學
- 光合作用
- 馬來酸：延胡索酸的順式異構體

## 外部連結
- 延胡索酸國際化學品安全卡 （页面存档备份，存于）